# Hector Denis
Hector Denis (29. april 1842 i Braine-le-Comte – 10. maj 1913 i Bruxelles), var en belgisk socialpolitiker.
Denis studerede retsvidenskab og historie og blev 1883 professor i Bryssel. Han begyndte som radikal, men blev efterhånden moderat socialist. Skønt han aldrig tilhørte den rettroende marxisme, havde han en høj stjerne hos socialdemokraterne og sad fra 1894 til sin død som deres repræsentant i deputeretkammeret, valgt fra Liège.
Denis var en frugtbar forfatter med stor lærdom. Blandt hans værker er at fremhæve La crise agricole, histoire des prix en Belgique (1885) og en bredt anlagt, men ufuldendt Histoire des systèmes économiques et socialistes (2. udgave, 2. bind, 1904).